# Élections infranationales russes de 2021
Les élections infranationales russes de 2021 ont lieu simultanément du 17 au 19 septembre 2021 dans plusieurs sujets de la fédération de Russie. Sont ainsi renouvelés les gouverneurs de 12 sujets (9 au scrutin direct et 3 au scrutin indirect) ainsi que les assemblées de 39 sujets, certains cumulant les deux types de scrutin. 

## Synthèse

Élections de 2021 dans les sujets de Russie :
Gouvernorales
Gouvernorales et législatives
Législatives
Note : Les sujets sous la juridiction d'un autre sujet d'un échelon administratif plus élevé où se déroule l'élection sont indiqués d'une couleur plus claire. Les sujets dans cette situation mais dans lesquels se déroule également des élections sont indiqués d'une couleur plus foncée.

- Gouvernorales
- Gouvernorales et législatives
- Législatives

### Gouvernorales
| Sujet                    | Type           | Pages           | Gouverneur sortant | Gouverneur sortant  | Parti          | Gouverneur élu | Gouverneur élu      | Parti          |
| Scrutin direct           | Scrutin direct | Scrutin direct  | Scrutin direct     | Scrutin direct      | Scrutin direct | Scrutin direct | Scrutin direct      | Scrutin direct |
| ------------------------ | -------------- | --------------- | ------------------ | ------------------- | -------------- | -------------- | ------------------- | -------------- |
| Mordovie                 | République     | 17-19 septembre |                    | Artiom Zdounov      | Russie unie    |                | Artiom Zdounov      | Russie unie    |
| Touva                    | République     | 17-19 septembre |                    | Vladislav Khovalyg  | Russie unie    |                | Vladislav Khovalyg  | Russie unie    |
| Tchétchénie              | République     | 17-19 septembre |                    | Ramzan Kadyrov      | Russie unie    |                | Ramzan Kadyrov      | Russie unie    |
| Khabarovsk               | Kraï           | 17-19 septembre |                    | Mikhaïl Degtiariov  | LDPR           |                | Mikhaïl Degtiariov  | LDPR           |
| Belgorod                 | Oblast         | 17-19 septembre |                    | Viatcheslav Gladkov | Russie unie    |                | Viatcheslav Gladkov | Russie unie    |
| Penza                    | Oblast         | 17-19 septembre |                    | Oleg Melnichenko    | Russie unie    |                | Oleg Melnichenko    | Russie unie    |
| Oulianovsk               | Oblast         | 17-19 septembre |                    | Alekseï Russkikh    | PCFR           |                | Alekseï Russkikh    | PCFR           |
| Toula                    | Oblast         | 17-19 septembre |                    | Alexeï Dioumine     | Russie unie    |                | Alexeï Dioumine     | Russie unie    |
| Tver                     | Oblast         | 17-19 septembre |                    | Igor Roudenia       | Russie unie    |                | Igor Roudenia       | Russie unie    |
| Scrutin indirect         |                |                 |                    |                     |                |                |                     |                |
| Daghestan                | République     | 17-19 septembre |                    | Sergueï Melikov     | Russie unie    |                | Sergueï Melikov     | Russie unie    |
| Ossétie-du-Nord-Alanie   | République     | 17-19 septembre |                    | Viatcheslav Bitarov | Russie unie    |                | Sergueï Menyaylo    | Russie unie    |
| Karatchaïévo-Tcherkessie | République     | 17-19 septembre |                    | Rachid Temrezov     | Russie unie    |                | Rachid Temrezov     | Russie unie    |

### Législatives infranationales
| Sujet                | Type            | Pages           | Sièges | Système électoral                         | Résultats |
| -------------------- | --------------- | --------------- | ------ | ----------------------------------------- | --------- |
| Saint-Pétersbourg    | Ville fédérale  | 17-19 septembre | 50     | Mixte : 25 proportionnels 25 majoritaires |           |
| Adyguée              | République      | 17-19 septembre | 50     | Mixte : 25 proportionnels 25 majoritaires |           |
| Daghestan            | République      | 17-19 septembre | 90     | Proportionnel                             |           |
| Ingouchie            | République      | 17-19 septembre | 32     | Proportionnel                             |           |
| Carélie              | République      | 19 septembre    | 36     | Mixte : 18 proportionnels 18 majoritaires |           |
| Tchétchénie          | République      | 17-19 septembre | 41     | Proportionnel                             |           |
| Tchouvachie          | République      | 17-19 septembre | 44     | Mixte : 22 proportionnels 22 majoritaires |           |
| Altaï                | Kraï            | 17-19 septembre | 68     | Mixte : 34 proportionnels 34 majoritaires |           |
| Kamtchatka           | Kraï            | 17-19 septembre | 28     | Mixte : 14 proportionnels 14 majoritaires |           |
| Krasnoïarsk          | Kraï            | 17-19 septembre | 52     | Mixte : 26 proportionnels 26 majoritaires |           |
| Perm                 | Kraï            | 17-19 septembre | 60     | Mixte : 30 proportionnels 30 majoritaires |           |
| Primorié             | Kraï            | 17-19 septembre | 40     | Mixte : 10 proportionnels 30 majoritaires |           |
| Stavropol            | Kraï            | 17-19 septembre | 50     | Mixte : 25 proportionnels 25 majoritaires |           |
| Oblast autonome juif | Oblast autonome | 17-19 septembre | 19     | Mixte : 10 proportionnels 9 majoritaires  |           |
| Amour                | Oblast          | 17-19 septembre | 27     | Mixte : 9 proportionnels 18 majoritaires  |           |
| Astrakhan            | Oblast          | 17-19 septembre | 44     | Mixte : 22 proportionnels 22 majoritaires |           |
| Vologda              | Oblast          | 17-19 septembre | 34     | Mixte : 17 proportionnels 17 majoritaires |           |
| Kaliningrad          | Oblast          | 17-19 septembre | 40     | Mixte : 20 proportionnels 20 majoritaires |           |
| Kirov                | Oblast          | 17-19 septembre | 40     | Mixte : 13 proportionnels 27 majoritaires |           |
| Léningrad            | Oblast          | 17-19 septembre | 50     | Mixte : 25 proportionnels 25 majoritaires |           |
| Lipetsk              | Oblast          | 17-19 septembre | 42     | Mixte : 14 proportionnels 28 majoritaires |           |
| Moscou               | Oblast          | 17-19 septembre | 50     | Mixte : 25 proportionnels 25 majoritaires |           |
| Mourmansk            | Oblast          | 17-19 septembre | 32     | Mixte : 10 proportionnels 22 majoritaires |           |
| Nijni Novgorod       | Oblast          | 17-19 septembre | 50     | Mixte : 25 proportionnels 25 majoritaires |           |
| Novgorod             | Oblast          | 17-19 septembre | 32     | Mixte : 16 proportionnels 16 majoritaires |           |
| Omsk                 | Oblast          | 17-19 septembre | 44     | Mixte : 22 proportionnels 22 majoritaires |           |
| Orenbourg            | Oblast          | 17-19 septembre | 47     | Mixte : 24 proportionnels 23 majoritaires |           |
| Orel                 | Oblast          | 17-19 septembre | 50     | Mixte : 25 proportionnels 25 majoritaires |           |
| Pskov                | Oblast          | 17-19 septembre | 26     | Mixte : 13 proportionnels 13 majoritaires |           |
| Samara               | Oblast          | 17-19 septembre | 50     | Mixte : 25 proportionnels 25 majoritaires |           |
| Sverdlovsk           | Oblast          | 17-19 septembre | 50     | Mixte : 25 proportionnels 25 majoritaires |           |
| Tambov               | Oblast          | 17-19 septembre | 50     | Mixte : 25 proportionnels 25 majoritaires |           |
| Tver                 | Oblast          | 17-19 septembre | 40     | Mixte : 20 proportionnels 20 majoritaires |           |
| Tomsk                | Oblast          | 17-19 septembre | 42     | Mixte : 21 proportionnels 21 majoritaires |           |
| Tioumen              | Oblast          | 17-19 septembre | 48     | Mixte : 24 proportionnels 24 majoritaires |           |
| Khantys-Mansis       | Okroug autonome | 17-19 septembre | 38     | Mixte : 19 proportionnels 19 majoritaires |           |
| Tchoukotka           | Okroug autonome | 17-19 septembre | 15     | Mixte : 9 proportionnels 6 majoritaires   |           |

## Municipales

### Maïorale
| Date               | Ville                          | Titulaire | Titulaire                                            | Statut         | Élection précédente | Résultats |
| ------------------ | ------------------------------ | --------- | ---------------------------------------------------- | -------------- | ------------------- | --- |
| 26 au 28 mars 2021 | Iakoutsk (République de Sakha) |           | Sardana Avksentieva (Parti Renaossance de la Russie) | Démissionnaire | 39,98 %             | - Ievgueni Grigoriev (Russie unie) 44,27 % - Vitali Obedine (Russie juste) 39,67 % - Savva Mikhaïlov (KPRF) 11,37 % - Ivan Komarov (Plateforme civique ) 1,14% - Aïal Prokopiev (Rodina) 1,8% - Ievgueni Riabtchenko (LDPR) 0,99 % |